# Aleksandros Baltas
Aleksandros Baltas, gr. Αλέξανδρος Μπαλτάς (ur. 17 marca 1939 w Agrinio) – grecki polityk i ekonomista, parlamentarzysta, wiceminister w kilku resortach, od 1999 do 2004 poseł do Parlamentu Europejskiego.

## Życiorys
Ukończył w 1968 studia ekonomiczne. W pierwszej połowie lat 60. był organizatorem zrzeszenia greckich studentów w Genewie.
Zaangażował się w działalność Panhelleńskiego Ruchu Socjalistycznego, w 1994 został członkiem komitetu centralnego tej partii. Od 1989 przez dziesięć lat był deputowanym do Parlamentu Hellenów z okręgu Etolia i Akarnania. Pełnił funkcję wiceministra handlu (1993–1994), wiceministra rolnictwa (1996), wiceministra spraw gospodarczych (1996–1999).
W 1999 z listy PASOK-u uzyskał mandat posła do Parlamentu Europejskiego V kadencji. Należał do grupy socjalistycznej, pracował w Komisji Spraw Zagranicznych, Praw Człowieka, Wspólnego Bezpieczeństwa i Polityki Obronnej. W PE zasiadał do 2004.